# Mansion House (Dublín)
La Mansion House está situada en la Dawson street en Dublín.
Fue construida en 1710 para el noble Joshua Dawson.
En 1715 la mansión fue adquirida por la corporación de Dublín para destinarla a la residencia oficial del alcalde de Dublín.
El 21 de enero de 1919 el Dáil Éireann se reunió en este edificio por primera vez.
Hoy en día se utiliza para realizar ceremonias y recepciones oficiales.
- Datos: Q383752
- Multimedia: Mansion House, Dublin / Q383752